# Morti il 26 agosto
| Questa pagina contiene informazioni ricavate automaticamente dalle voci biografiche con l'ausilio del template Bio e di un bot. L'aggiornamento è periodico e automatico e ricostruisce completamente la pagina. Se manca una persona in questa lista, sei pregato di non aggiungerla, ma accertati piuttosto che la sua voce biografica contenga il template Bio e che i dati anagrafici siano correttamente compilati. Se il template Bio manca, inseriscilo tu stesso o, in alternativa, metti l'avviso {{tmp\|Bio}} che ne segnala la mancanza. Se i dati riportati sono sbagliati, correggi direttamente la voce biografica; le modifiche saranno visibili in questa lista entro pochi giorni. Per chiarimenti vedi il progetto biografie. La lista contiene solo le 449 persone che sono citate nell'enciclopedia e per le quali è stato implementato correttamente il template Bio. Pagina aggiornata al 9 ago 2025. |

## I secolo(2)
- 68 - Giusto di Corinto, santo greco
- 68 - Oronzo di Lecce, vescovo romano (n. 22)

## IV secolo(1)
- 303 - Alessandro di Bergamo, militare romano

## V secolo(1)
- 419 - Crisanto, vescovo romano

## VIII secolo(1)
- 787 - Arechi II di Benevento, duca longobardo

## IX secolo(1)
- 887 - Kōkō, imperatore giapponese (n. 830)

## XI secolo(2)
- 1001 - Giovanni XVI, vescovo e cardinale italiano
- 1078 - Erluino, cavaliere medievale normanno

## XII secolo(2)
- 1186 - Rapoto I di Ortenburg
- 1192 - Qilij Arslan II, sultano turco

## XIII secolo(4)
- 1212 - Michele IV di Costantinopoli, arcivescovo ortodosso bizantino
- 1219 - Guillaume de Chartres, cavaliere medievale francese
- 1260 - Alberico da Romano, condottiero e trovatore italiano (n. 1196)
- 1278 - Ottocaro II di Boemia, re boemo

## XIV secolo(9)
- 1305 - Walter Winterbourne, cardinale, filosofo e teologo inglese
- 1339 - Giovanni da Caramola, religioso francese (n. 1280)
- 1346 - Carlo II d'Alençon, condottiero francese (n. 1297)
- 1346 - Giovanni I di Boemia, re (n. 1296)
- 1346 - Luigi I di Fiandra, conte (n. 1304)
- 1346 - Luigi I di Blois-Châtillon, nobile
- 1346 - Rodolfo di Lorena, duca francese (n. 1320)
- 1349 - Thomas Bradwardine, teologo e matematico britannico (n. 1290)
- 1399 - Michail II di Tver', nobile russo (n. 1333)

## XV secolo(7)
- 1422 - Taddeo di Bartolo, pittore italiano (n. 1362)
- 1445 - Jean Bassand, monaco cristiano francese
- 1462 - Caterina Zaccaria
- 1468 - Zara Yaqob, sovrano etiope (n. 1399)
- 1474 - Giacomo III di Cipro, sovrano cipriota (n. 1473)
- 1486 - Ernesto di Sassonia, principe tedesco (n. 1441)
- 1500 - Filippo I di Hanau-Münzenberg, conte tedesco (n. 1449)

## XVI secolo(9)
- 1518 - Giberto VII da Correggio, politico e condottiero italiano
- 1537 - Margherita Gonzaga, nobildonna e religiosa italiana (n. 1487)
- 1539 - Piers Butler, VIII conte di Ormond, politico irlandese (n. 1467)
- 1551 - Margherita Leijonhufvud, regina svedese (n. 1516)
- 1556 - Mariano Socini il giovane, giurista italiano (n. 1482)
- 1557 - Coriolano Martirano, umanista, drammaturgo e vescovo cattolico italiano (n. 1503)
- 1565 - Giovanni Jacopo Caraglio, incisore, pittore e medaglista italiano (n. 1500)
- 1592 - Girolamo Borro, teologo italiano (n. 1512)
- 1595 - Antonio, priore di Crato, principe portoghese (n. 1531)

## XVII secolo(10)
- 1627 - Martin Chemnitz, giurista e avvocato tedesco (n. 1561)
- 1638 - Bayram Pascià, politico ottomano
- 1648 - Domenico Colese, brigante italiano (n. 1607)
- 1650 - Giovanni Battista Barbiani, pittore italiano (n. 1593)
- 1666 - Frans Hals, pittore olandese (n. 1580)
- 1667 - Giovanni Battista Zupi, gesuita, astronomo e matematico italiano (n. 1589)
- 1671 - Marco Vaccina, vescovo cattolico italiano (n. 1620)
- 1679 - Muzio Soriano, arcivescovo cattolico italiano (n. 1629)
- 1692 - Francesco Antonio Carafa, arcivescovo cattolico italiano (n. 1635)
- 1693 - Agostino Coltellini, letterato italiano (n. 1613)

## XVIII secolo(18)
- 1706 - Michael Willmann, pittore tedesco (n. 1630)
- 1712 - Sebastian Anton Scherer, compositore e organista tedesco (n. 1631)
- 1713 - Denis Papin, matematico, fisico e inventore francese (n. 1647)
- 1728 - Guglielmo Ernesto di Sassonia-Weimar, duca tedesco (n. 1662)
- 1728 - Anna Maria di Borbone-Orléans, principessa francese (n. 1669)
- 1739 - Pierre Parrocel, pittore e incisore francese (n. 1670)
- 1741 - Maria Elisabetta d'Asburgo, nobile austriaca (n. 1680)
- 1748 - Filippo Aldrovandi, politico italiano (n. 1660)
- 1762 - Maria Lanceata Morelli, monaca cristiana italiana (n. 1704)
- 1769 - Jacopo Facciolati, poeta, scrittore e latinista italiano (n. 1682)
- 1781 - Sébastien François Bigot de Morogues, militare francese (n. 1706)
- 1783 - Sebastiano Ceccarini, pittore italiano (n. 1703)
- 1785 - Pierre Le Roy, orologiaio francese (n. 1717)
- 1785 - Ventura Rodríguez, architetto spagnolo (n. 1717)
- 1788 - Elizabeth Chudleigh, nobildonna inglese (n. 1721)
- 1794 - Julia Lubomirska, nobildonna polacca (n. 1764)
- 1795 - Cagliostro, avventuriero italiano (n. 1743)
- 1796 - Charles-Joseph Compans de Brichanteau, vescovo cattolico italiano (n. 1737)

## XIX secolo(51)
- 1806 - Johann Philipp Palm, editore tedesco (n. 1768)
- 1810 - Santiago de Liniers, militare, ammiraglio e politico argentino (n. 1753)
- 1811 - Thomas Fitzsimons, politico statunitense (n. 1741)
- 1812 - Aleksandr Ivanovič Kutajsov, generale e nobile russo (n. 1784)
- 1813 - Theodor Körner, poeta e patriota tedesco (n. 1791)
- 1816 - Charles-Hubert Millevoye, poeta francese (n. 1782)
- 1817 - Joseph Anton Vogel, storico e letterato francese (n. 1756)
- 1826 - Giovanni Paradisi, matematico, politico e poeta italiano (n. 1760)
- 1830 - Gilles Joseph Martin Bruneteau, generale e politico francese (n. 1760)
- 1830 - Carl Fredrik Fallén, botanico, entomologo e compositore svedese (n. 1764)
- 1836 - William Elford Leach, biologo inglese (n. 1790)
- 1837 - Joseph-Dominique Louis, politico e diplomatico francese (n. 1755)
- 1838 - Giovanna Elisabetta Bichier des Ages, religiosa francese (n. 1773)
- 1840 - Biagio Martini, pittore italiano (n. 1761)
- 1849 - Jacques Féréol Mazas, violinista francese (n. 1782)
- 1850 - Luigi Filippo di Francia, sovrano francese (n. 1773)
- 1853 - Giovanni Battista Josti, ingegnere e politico italiano (n. 1799)
- 1854 - Charles Antoine Manhès, generale francese (n. 1777)
- 1854 - Ludwig Karl Konrad Georg von Ompteda, politico tedesco (n. 1767)
- 1857 - Sof'ja Petrovna Sojmonova, nobildonna russa (n. 1782)
- 1859 - Perpetuo Guasco, vescovo cattolico italiano (n. 1803)
- 1860 - Friedrich Silcher, compositore tedesco (n. 1789)
- 1862 - Manuel Joaquín Tarancón y Morón, cardinale e arcivescovo cattolico spagnolo (n. 1782)
- 1863 - John Buchanan Floyd, politico statunitense (n. 1806)
- 1865 - Johann Franz Encke, astronomo tedesco (n. 1791)
- 1865 - Lorenzo Valerio, politico italiano (n. 1810)
- 1866 - Joseph Weydemeyer, politico e militare tedesco (n. 1818)
- 1868 - Theodor Friedrich Klitsche de la Grange, militare prussiano (n. 1799)
- 1874 - Julie-Victoire Daubié, scrittrice e giornalista francese (n. 1824)
- 1877 - Giuseppe Andrea Bizzarri, cardinale e arcivescovo cattolico italiano (n. 1802)
- 1877 - Raphael Semmes, ammiraglio statunitense (n. 1809)
- 1878 - Mariam Baouardy, religiosa palestinese (n. 1846)
- 1879 - Josep Caixal i Estradé, vescovo cattolico spagnolo (n. 1803)
- 1879 - Édouard Chassaignac, medico francese (n. 1804)
- 1881 - Erasmus Alvey Darwin, chimico inglese (n. 1804)
- 1881 - Oscar von Schüppel, patologo tedesco (n. 1837)
- 1882 - Orazio Antinori, esploratore italiano (n. 1811)
- 1884 - Fatma Sultan, principessa ottomana (n. 1840)
- 1885 - August Gottfried Ritter, compositore e organista tedesco (n. 1811)
- 1888 - Reinhold von Anrep-Elmpt, esploratore russo (n. 1834)
- 1888 - Charles Duparquet, missionario, botanico e esploratore francese (n. 1830)
- 1890 - Jean-Antoine Carrel, alpinista e militare italiano (n. 1829)
- 1890 - Jane Currie Blaikie Hoge, infermiera e filantropa statunitense (n. 1811)
- 1894 - Tāwhiao, sovrano neozelandese
- 1895 - Sigismondo Castromediano, patriota, archeologo e letterato italiano (n. 1811)
- 1895 - Friedrich Miescher, biologo svizzero (n. 1844)
- 1896 - Giuseppe Corrà, avvocato e alpinista italiano (n. 1860)
- 1896 - Arthur MacArthur, politico, avvocato e giudice statunitense (n. 1815)
- 1897 - Teresa Jornet e Ibars, religiosa spagnola (n. 1843)
- 1899 - Aleksandra Žukovskaja, nobildonna russa (n. 1842)
- 1900 - John Miller Adye, generale inglese (n. 1819)

## XX secolo(216)
- 1902 - Otto Gildemeister, giornalista, traduttore e politico tedesco (n. 1823)
- 1904 - Mara Antelling, scrittrice italiana (n. 1864)
- 1906 - Eugen Gura, baritono austriaco (n. 1842)
- 1907 - Pietro Inviti, patriota, militare e politico italiano (n. 1821)
- 1910 - William James, psicologo e filosofo statunitense (n. 1842)
- 1910 - Friedrich Daniel von Recklinghausen, patologo tedesco (n. 1833)
- 1912 - José María Velasco, pittore messicano (n. 1840)
- 1915 - Ruben Sevak, poeta, scrittore e medico armeno (n. 1885)
- 1915 - Rodolfo De Mori, atleta e militare italiano (n. 1892)
- 1915 - Daniel Varujan, poeta armeno (n. 1884)
- 1915 - John Medley Wood, botanico sudafricano (n. 1827)
- 1917 - William Lane, giornalista britannico (n. 1861)
- 1918 - William Carrall Hilborn, aviatore canadese (n. 1898)
- 1918 - Pietro Maria Rocca, storico italiano (n. 1847)
- 1919 - Giuseppe Capaldo, poeta italiano (n. 1874)
- 1919 - Georgios Sourīs, poeta e commediografo greco (n. 1853)
- 1919 - Romolo Ticconi, aviatore italiano (n. 1893)
- 1920 - Joseph Louis Alphonse Baret, generale francese (n. 1852)
- 1921 - Matthias Erzberger, politico, diplomatico e saggista tedesco (n. 1875)
- 1921 - Nikolaj Stepanovič Gumilëv, poeta, critico letterario e militare russo (n. 1886)
- 1921 - Ludwig Thoma, scrittore, pubblicista e editore tedesco (n. 1867)
- 1921 - Sándor Wekerle, politico ungherese (n. 1848)
- 1923 - Hertha Marks Ayrton, ingegnera, matematica e fisica britannica (n. 1854)
- 1924 - Eugène Py, direttore della fotografia e regista cinematografico francese (n. 1859)
- 1926 - Ugyen Wangchuck, re bhutanese (n. 1862)
- 1927 - Cécile Sauvage, poetessa francese (n. 1883)
- 1928 - Colin Campbell, regista, sceneggiatore e attore scozzese (n. 1859)
- 1930 - Frankie Campbell, pugile statunitense (n. 1904)
- 1930 - Lon Chaney, attore, regista e sceneggiatore statunitense (n. 1883)
- 1930 - Elisa Severi, attrice italiana (n. 1872)
- 1930 - Ernest Tassart, schermidore francese (n. 1868)
- 1931 - Heinrich Grünfeld, violoncellista boemo (n. 1855)
- 1931 - Osachi Hamaguchi, politico giapponese (n. 1870)
- 1931 - Frank Harris, scrittore irlandese (n. 1856)
- 1932 - Ernesto Basile, architetto italiano (n. 1857)
- 1933 - Nikolaj Ivanovič Ašmarin, scrittore, linguista e filologo russo (n. 1870)
- 1933 - Leo Ferrero, scrittore e drammaturgo italiano (n. 1903)
- 1933 - Sofija Jakovlevna Parnok, poetessa e traduttrice russa (n. 1885)
- 1934 - Nestor Platonovič Puzyrevskij, ingegnere russo (n. 1861)
- 1935 - Sarmiza Bilcescu, avvocata e attivista rumena (n. 1867)
- 1935 - José Yves Limantour, politico e economista messicano (n. 1854)
- 1935 - John Willys, imprenditore statunitense (n. 1873)
- 1936 - Heinrich Cunow, politico, sociologo e giornalista tedesco (n. 1862)
- 1936 - Ángela Ginard Martí, religiosa spagnola (n. 1894)
- 1937 - Gilberto Caselli, militare e aviatore italiano (n. 1909)
- 1937 - Andrew Mellon, imprenditore, banchiere e politico statunitense (n. 1855)
- 1937 - Enrico Schievano, militare e aviatore italiano (n. 1913)
- 1938 - Enrico Clerici, mineralogista italiano (n. 1862)
- 1938 - Millosh Gjergj Nikolla, poeta albanese (n. 1911)
- 1938 - Otto Bruno Schoenfeld, schermidore e wrestler tedesco (n. 1871)
- 1938 - Colin Veitch, calciatore e allenatore di calcio inglese (n. 1881)
- 1939 - Willy Bohlander, pallanuotista olandese (n. 1891)
- 1939 - Louis Heusghem, ciclista su strada e pistard belga (n. 1882)
- 1942 - Marian Bełc, militare e aviatore polacco (n. 1914)
- 1942 - Michele Boccassini, militare italiano (n. 1917)
- 1942 - Benito Albino Dalser, militare italiano (n. 1915)
- 1942 - Ferruccio Petracchi, militare italiano (n. 1915)
- 1942 - Cesare Reverdito, ufficiale italiano (n. 1915)
- 1942 - Jun'ichi Sasai, militare e aviatore giapponese (n. 1918)
- 1943 - Vladimirs Petrovs, scacchista lettone (n. 1908)
- 1944 - Vinicio Cortese, partigiano e militare italiano (n. 1921)
- 1944 - Hans Georg Klamroth, mercante tedesco (n. 1898)
- 1944 - Hans Leesment, generale estone (n. 1873)
- 1944 - Ludwig Freiherr von Loenrod, ufficiale tedesco (n. 1906)
- 1944 - Julie Wohryzek, boema (n. 1891)
- 1944 - Adam von Trott zu Solz, avvocato e diplomatico tedesco (n. 1909)
- 1945 - Carlo Colussi, politico e giornalista italiano (n. 1891)
- 1945 - Georg Grimm, giurista e magistrato tedesco (n. 1868)
- 1945 - József Vágó, calciatore ungherese (n. 1906)
- 1945 - Franz Werfel, scrittore e drammaturgo austriaco (n. 1890)
- 1945 - Fedora di Sassonia-Meiningen, nobile tedesca (n. 1879)
- 1946 - Jeanie Macpherson, sceneggiatrice, attrice e regista statunitense (n. 1887)
- 1949 - Emilio Becuzzi, generale italiano (n. 1886)
- 1950 - Giuseppe De Luca, baritono italiano (n. 1876)
- 1950 - Ransom Eli Olds, imprenditore statunitense (n. 1864)
- 1952 - Giovanni Cazzani, arcivescovo cattolico italiano (n. 1867)
- 1952 - Levkadija Harasymiv, religiosa ucraina (n. 1911)
- 1953 - Alberto Mari, compositore di scacchi italiano (n. 1882)
- 1953 - Henry Woodward, attore statunitense (n. 1882)
- 1954 - Filippo Bernardini, arcivescovo cattolico italiano (n. 1884)
- 1956 - Hans Baltisberger, pilota motociclistico tedesco (n. 1922)
- 1956 - Giuseppe Bonelli, archivista, paleografo e storico italiano (n. 1875)
- 1956 - Robert Moraht, militare tedesco (n. 1884)
- 1956 - Cenzi von Ficker, naturalista e alpinista austriaca (n. 1878)
- 1957 - Joseph Tyrrell, paleontologo e geologo canadese (n. 1858)
- 1958 - Alessandra di Anhalt, principessa tedesca (n. 1868)
- 1958 - Georgij Vladimirovič Ivanov, scrittore e poeta russo (n. 1894)
- 1958 - Fabio Mainoni, nuotatore italiano (n. 1880)
- 1958 - Luigi Mentasti, generale italiano (n. 1883)
- 1958 - Ralph Vaughan Williams, compositore britannico (n. 1872)
- 1959 - Felice Romano, attore italiano (n. 1900)
- 1960 - Knud Enemark, ciclista su strada danese (n. 1936)
- 1960 - Mark Hambourg, pianista russo (n. 1879)
- 1960 - Anatolij Fëdorovič Kapustinskij, chimico sovietico (n. 1906)
- 1961 - Hampe Faustman, attore e regista svedese (n. 1919)
- 1961 - Vittore Frigerio, giornalista e scrittore svizzero (n. 1885)
- 1961 - Howard Percy Robertson, matematico, fisico e cosmologo statunitense (n. 1903)
- 1961 - Gail Russell, attrice statunitense (n. 1924)
- 1961 - Vladimir Vladimirovič Sofronickij, pianista russo (n. 1901)
- 1962 - Dušan Simović, generale e politico serbo (n. 1882)
- 1962 - Vilhjalmur Stefansson, esploratore e etnologo canadese (n. 1879)
- 1963 - Larry Keating, attore statunitense (n. 1899)
- 1963 - Lajos Petri, scultore ungherese (n. 1884)
- 1965 - Palmerio Ariu, carabiniere italiano (n. 1939)
- 1965 - Maria Corsini, beata italiana (n. 1884)
- 1965 - Eric Gutkind, filosofo tedesco (n. 1877)
- 1966 - Wolfgang Langhoff, attore e regista teatrale tedesco (n. 1901)
- 1967 - Franz Fichta, calciatore austriaco (n. 1892)
- 1967 - Helen Gwynne-Vaughan, botanica e micologa inglese (n. 1879)
- 1968 - Corrado Corelli, scultore e calciatore italiano (n. 1884)
- 1968 - Kay Francis, attrice statunitense (n. 1905)
- 1968 - Martin Frič, regista ceco (n. 1902)
- 1968 - Mario Pezzi, generale italiano (n. 1898)
- 1969 - Léon Monnier, altista francese (n. 1883)
- 1969 - Donald Shea, attore e stuntman statunitense (n. 1933)
- 1969 - Isma'il al-Azhari, politico sudanese (n. 1901)
- 1970 - Vasco Cavani, calciatore italiano (n. 1909)
- 1970 - Adhemar Pimenta, allenatore di calcio brasiliano (n. 1896)
- 1971 - Luigi Fogar, arcivescovo cattolico italiano (n. 1882)
- 1971 - Gemma Giannini, religiosa italiana (n. 1884)
- 1971 - Sabiha Sultan, principessa ottomana (n. 1894)
- 1971 - Francesco Santoliquido, compositore italiano (n. 1883)
- 1972 - Francis Chichester, aviatore e navigatore britannico (n. 1901)
- 1973 - Maurice Tillette, calciatore francese (n. 1884)
- 1974 - Antonio Bodrito, politico e dirigente d'azienda italiano (n. 1933)
- 1974 - Junio Valerio Borghese, militare, politico e nobile italiano (n. 1906)
- 1974 - Arthur Dietzsch, militare tedesco (n. 1901)
- 1974 - Charles Lindbergh, aviatore statunitense (n. 1902)
- 1974 - Ed Sampson, hockeista su ghiaccio statunitense (n. 1921)
- 1975 - Cullen Landis, attore statunitense (n. 1896)
- 1976 - Warner Anderson, attore statunitense (n. 1911)
- 1976 - Gary Burne, ballerino e coreografo britannico (n. 1934)
- 1976 - Nino Castellini, pugile italiano (n. 1951)
- 1976 - Geraldo Cleofas Dias Alves, calciatore brasiliano (n. 1954)
- 1976 - Lotte Lehmann, soprano tedesco (n. 1888)
- 1976 - Erich Nikowitz, attore austriaco (n. 1906)
- 1976 - Alessandro Rimini, architetto e pittore italiano (n. 1898)
- 1976 - Domenico Tripodo, mafioso italiano (n. 1923)
- 1977 - H. A. Rey, scrittore e illustratore tedesco (n. 1898)
- 1977 - Francesco Vaccaro, giurista, avvocato e politico italiano (n. 1900)
- 1977 - Alessandro Vitali, calciatore italiano (n. 1945)
- 1978 - Charles Boyer, attore francese (n. 1899)
- 1978 - José Manuel Moreno, calciatore argentino (n. 1916)
- 1978 - Attilio Morini, politico e antifascista italiano (n. 1904)
- 1978 - Umberto Preziotti, dirigente pubblico, architetto e militare italiano (n. 1893)
- 1979 - Piero Dallamano, giornalista, critico musicale e critico letterario italiano (n. 1911)
- 1979 - Alvin Karpis, criminale canadese (n. 1907)
- 1979 - Caddo Matthews, allenatore di pallacanestro statunitense (n. 1925)
- 1979 - Leslie Savage, nuotatore britannico (n. 1897)
- 1979 - Mika Waltari, scrittore, giornalista e poeta finlandese (n. 1908)
- 1980 - Rosa Albach-Retty, attrice austriaca (n. 1874)
- 1980 - Tex Avery, regista, animatore e doppiatore statunitense (n. 1908)
- 1980 - Jimmy Forrest, sassofonista statunitense (n. 1920)
- 1980 - Miliza Korjus, soprano e attrice estone (n. 1909)
- 1980 - Victor Lebow, dirigente d'azienda, saggista e attivista statunitense (n. 1902)
- 1980 - Lucy Morton, nuotatrice britannica (n. 1898)
- 1982 - Emilio P. Miraglia, regista italiano (n. 1924)
- 1982 - Georges Neveux, poeta e commediografo francese (n. 1900)
- 1983 - Mike Kellin, attore statunitense (n. 1922)
- 1983 - Félix María Pareja, islamista, arabista e bibliotecario spagnolo (n. 1890)
- 1984 - Harry Betmead, calciatore inglese (n. 1912)
- 1984 - André Pézard, italianista e traduttore francese (n. 1893)
- 1984 - Lawrence Joseph Shehan, cardinale e arcivescovo cattolico statunitense (n. 1898)
- 1985 - Ramón Ernesto Cruz Uclés, politico honduregno (n. 1903)
- 1985 - Åke Fridell, attore svedese (n. 1919)
- 1985 - Domenico Rosati, allenatore di calcio e calciatore italiano (n. 1929)
- 1986 - Raymond Abellio, scrittore francese (n. 1907)
- 1986 - Arthur Cunliffe, calciatore inglese (n. 1909)
- 1986 - Ted Knight, attore statunitense (n. 1923)
- 1987 - Alexandru Borbely, calciatore rumeno (n. 1900)
- 1987 - Cesare Caso, pittore italiano (n. 1903)
- 1987 - Vern Gardner, cestista e allenatore di pallacanestro statunitense (n. 1925)
- 1987 - Giuseppe Roselli Lorenzini, ammiraglio italiano (n. 1910)
- 1987 - Georg Wittig, chimico tedesco (n. 1897)
- 1988 - Hans Esser, schermidore tedesco (n. 1909)
- 1988 - Enrico Fulchignoni, commediografo, regista e sceneggiatore italiano (n. 1913)
- 1989 - Pietro Cuscani Politi, geologo e paleontologo italiano (n. 1908)
- 1989 - Raffaello Gambino, pallanuotista italiano (n. 1928)
- 1989 - Silvano Goretti, calciatore belga (n. 1962)
- 1989 - Irving Stone, scrittore statunitense (n. 1903)
- 1990 - Leandro Fusaro, politico italiano (n. 1915)
- 1990 - Minoru Honda, astronomo giapponese (n. 1913)
- 1990 - Rudolf Marić, scacchista jugoslavo (n. 1927)
- 1990 - Mário Pinto de Andrade, politico, attivista e scrittore angolano (n. 1928)
- 1991 - Ada Alessandrini, partigiana, politica e saggista italiana (n. 1909)
- 1991 - Ron Livingstone, cestista statunitense (n. 1925)
- 1991 - Itaco Nardulli, attore italiano (n. 1974)
- 1991 - Vera Pavlovna Stroeva, regista cinematografica sovietica (n. 1903)
- 1992 - Ray Adams, cestista statunitense (n. 1912)
- 1992 - Daniel Gorenstein, matematico statunitense (n. 1923)
- 1992 - Bob de Moor, fumettista belga (n. 1925)
- 1993 - Jean Carmen, attrice statunitense (n. 1913)
- 1993 - Reima Pietilä, architetto finlandese (n. 1923)
- 1993 - Roy Raymond, imprenditore statunitense (n. 1947)
- 1994 - Yehoshafat Harkabi, militare e scrittore israeliano (n. 1921)
- 1994 - Ljubomir Lovrić, calciatore, allenatore di calcio e giornalista jugoslavo (n. 1920)
- 1994 - Antonio Sciorilli, militare italiano (n. 1916)
- 1995 - Franco Beltrametti, poeta e scrittore svizzero (n. 1937)
- 1995 - Antonio Brancaccio, magistrato italiano (n. 1923)
- 1995 - John Brunner, autore di fantascienza britannico (n. 1934)
- 1995 - Ernesto De Marzio, politico italiano (n. 1910)
- 1996 - Alejandro Agustín Lanusse, generale e politico argentino (n. 1918)
- 1997 - Marcello Aliprandi, regista italiano (n. 1934)
- 1998 - Cherubino Comini, calciatore e allenatore di calcio italiano (n. 1913)
- 1998 - Francesco Crucitti, chirurgo italiano (n. 1930)
- 1998 - Wade Dominguez, attore statunitense (n. 1966)
- 1998 - Remo Giazotto, musicologo, compositore e biografo italiano (n. 1910)
- 1998 - Frederick Reines, fisico statunitense (n. 1918)
- 1998 - Jackie Ridgle, cestista statunitense (n. 1948)
- 1999 - Tonči Gulin, calciatore jugoslavo (n. 1938)
- 1999 - Bruno Quaresima, calciatore e allenatore di calcio italiano (n. 1920)
- 1999 - Dianella Selvatico Estense, poetessa e traduttrice italiana (n. 1936)
- 2000 - Jim Barrier, sciatore alpino statunitense (n. 1940)
- 2000 - Sauro Fracassa, calciatore italiano (n. 1943)
- 2000 - Odette Joyeux, attrice e sceneggiatrice francese (n. 1914)
- 2000 - Lynden Pindling, politico bahamense (n. 1930)

## XXI secolo(114)
- 2001 - Marita Petersen, politica faroese (n. 1940)
- 2001 - Remo Salati, politico italiano (n. 1921)
- 2001 - Antonio Taglioni, regista teatrale e direttore artistico italiano (n. 1939)
- 2002 - Thomas Gordon, psicologo statunitense (n. 1918)
- 2002 - Mike Perry, allenatore di pallacanestro statunitense (n. 1939)
- 2002 - Georg Werner, nuotatore svedese (n. 1904)
- 2003 - Lucius Burckhardt, sociologo, economista e urbanista svizzero (n. 1925)
- 2003 - Wilma Burgess, cantante statunitense (n. 1939)
- 2003 - Clive Charles, allenatore di calcio e calciatore inglese (n. 1951)
- 2003 - Mary Morley Crapo, scrittrice statunitense (n. 1912)
- 2003 - Tuanku Bahiyah, sovrana malese (n. 1930)
- 2004 - Enzo Baldoni, giornalista e blogger italiano (n. 1948)
- 2004 - Laura Branigan, cantante statunitense (n. 1952)
- 2004 - Giorgio Calcagno, giornalista, critico letterario e scrittore italiano (n. 1929)
- 2004 - Franco Carradori, calciatore e allenatore di calcio italiano (n. 1934)
- 2004 - Matthias Volz, ginnasta tedesco (n. 1910)
- 2005 - Baek Nam-jeong, cestista sudcoreano (n. 1936)
- 2005 - Wladimiro Calarese, schermidore italiano (n. 1930)
- 2005 - Moondog King, wrestler canadese (n. 1949)
- 2005 - Rudolf Styskalik, pallanuotista austriaco (n. 1929)
- 2006 - Rainer Barzel, politico tedesco (n. 1924)
- 2006 - Bob Bray, pallanuotista statunitense (n. 1919)
- 2006 - William Garnett, fotografo statunitense (n. 1916)
- 2006 - Jevhen Kučerevs'kyj, allenatore di calcio e calciatore sovietico (n. 1941)
- 2006 - Marie-Dominique Philippe, teologo e filosofo francese (n. 1912)
- 2006 - América Scarfò, anarchica argentina (n. 1913)
- 2006 - Vladimir Tretchikoff, pittore russo (n. 1913)
- 2007 - Franco Fochi, linguista italiano (n. 1921)
- 2007 - Gaston Thorn, politico lussemburghese (n. 1928)
- 2008 - Mohamed Khedis, calciatore algerino (n. 1952)
- 2008 - Moisés Matias de Andrade, allenatore di calcio e calciatore brasiliano (n. 1948)
- 2008 - Giuseppe Scarpat, latinista, biblista e editore italiano (n. 1920)
- 2009 - Luigi Ghedina, alpinista italiano (n. 1924)
- 2009 - Ellie Greenwich, cantautrice e produttrice discografica statunitense (n. 1940)
- 2009 - Egidio Marangoni, ciclista su strada italiano (n. 1919)
- 2010 - Frank Baumgartl, siepista tedesco (n. 1955)
- 2010 - William B. Lenoir, astronauta statunitense (n. 1939)
- 2010 - Bob Maitland, ciclista su strada britannico (n. 1924)
- 2010 - Giuliano Manacorda, critico letterario italiano (n. 1919)
- 2010 - Bruno Napoli, politico italiano (n. 1942)
- 2010 - Raimon Panikkar, filosofo, teologo e presbitero spagnolo (n. 1918)
- 2011 - Aloysius Ambrozic, cardinale e arcivescovo cattolico canadese (n. 1930)
- 2011 - George Band, alpinista e geologo britannico (n. 1929)
- 2011 - Charles Kingsley Barrett, biblista britannico (n. 1917)
- 2011 - Ansano Giannarelli, regista e sceneggiatore italiano (n. 1933)
- 2011 - John McAleese, militare britannico (n. 1949)
- 2011 - Manuel Saavedra, calciatore cileno (n. 1941)
- 2012 - Reginald Bartholomew, diplomatico statunitense (n. 1936)
- 2012 - Luigi Nardo, scrittore e pubblicista italiano (n. 1928)
- 2013 - Luigi Lucchini, imprenditore italiano (n. 1919)
- 2013 - Alicja Miguła, cestista polacca (n. 1933)
- 2013 - Gerard Murphy, attore irlandese (n. 1948)
- 2014 - Renato Borruso, magistrato italiano (n. 1928)
- 2014 - Luciano Gubinelli, attore italiano (n. 1966)
- 2014 - Maria Mauban, attrice francese (n. 1924)
- 2014 - John Joseph Nevins, vescovo cattolico statunitense (n. 1932)
- 2014 - Bob Wilson, cestista statunitense (n. 1926)
- 2015 - Amelia Boynton Robinson, attivista statunitense (n. 1905)
- 2015 - Peter Kern, attore, regista e sceneggiatore austriaco (n. 1949)
- 2016 - Harald Grønningen, fondista norvegese (n. 1934)
- 2016 - Alec Motyer, teologo e biblista irlandese (n. 1924)
- 2016 - Ton Pronk, calciatore olandese (n. 1941)
- 2016 - Jiří Tichý, calciatore cecoslovacco (n. 1933)
- 2017 - Elmo Bovio, calciatore argentino (n. 1925)
- 2017 - Gianni De Conno, illustratore italiano (n. 1957)
- 2017 - Harry Dinnel, cestista e allenatore di pallacanestro statunitense (n. 1940)
- 2017 - Takis Emmanuel, attore greco (n. 1933)
- 2017 - Tobe Hooper, regista e sceneggiatore statunitense (n. 1943)
- 2017 - Josef Musil, pallavolista cecoslovacco (n. 1932)
- 2017 - Tori Pillinger, sciatrice alpina statunitense (n. 1966)
- 2017 - Bernard Pomerance, drammaturgo statunitense (n. 1940)
- 2017 - Nanni Svampa, cantante, scrittore e attore italiano (n. 1938)
- 2017 - Adam Wójcik, cestista polacco (n. 1970)
- 2018 - Inge Borkh, soprano tedesco (n. 1921)
- 2018 - Barbara Darrow, attrice statunitense (n. 1931)
- 2018 - Carlo Della Corna, allenatore di calcio e calciatore italiano (n. 1952)
- 2018 - Odysseus Eskitzoglou, velista greco (n. 1932)
- 2018 - Tony Hiller, produttore discografico e cantautore britannico (n. 1927)
- 2018 - Thomas Joseph O'Brien, vescovo cattolico statunitense (n. 1935)
- 2018 - Neil Simon, drammaturgo e sceneggiatore statunitense (n. 1927)
- 2019 - Pál Benkő, scacchista e compositore di scacchi ungherese (n. 1928)
- 2019 - Neal Casal, cantautore e chitarrista statunitense (n. 1968)
- 2019 - Colin Clark, calciatore statunitense (n. 1984)
- 2019 - Isabel Toledo, stilista e imprenditrice cubana (n. 1960)
- 2020 - Jorge Benegas, calciatore argentino (n. 1922)
- 2020 - Gerald Carr, astronauta statunitense (n. 1932)
- 2020 - Oscar Valero Cruz, arcivescovo cattolico filippino (n. 1934)
- 2020 - Jean Dragesco, biologo e astronomo romeno (n. 1920)
- 2020 - André-Paul Duchâteau, fumettista e scrittore belga (n. 1925)
- 2020 - Harry Hooper, calciatore inglese (n. 1933)
- 2020 - Masahiro Koishikawa, astronomo giapponese (n. 1952)
- 2020 - Joe Ruby, animatore, produttore televisivo e montatore statunitense (n. 1933)
- 2021 - Jacob Barnabas Chacko Aerath, vescovo cattolico indiano (n. 1960)
- 2021 - Marco Hausiku, politico namibiano (n. 1953)
- 2021 - Rafael Hechanova, cestista filippino (n. 1928)
- 2021 - Vladimir Šadrin, hockeista su ghiaccio sovietico (n. 1948)
- 2022 - Mirella Faggionato, cestista italiana (n. 1946)
- 2022 - Giuseppe Locati, imprenditore, artista e ingegnere italiano (n. 1939)
- 2022 - Aldo Mirate, politico italiano (n. 1943)
- 2023 - Geraldo Majella Agnelo, cardinale e arcivescovo cattolico brasiliano (n. 1933)
- 2023 - Renato Albonico, cestista italiano (n. 1947)
- 2023 - Bob Barker, conduttore televisivo, attore e attivista statunitense (n. 1923)
- 2023 - Mario Costa, filosofo italiano (n. 1936)
- 2023 - René Fournier, ciclista su strada francese (n. 1932)
- 2023 - Tobias Hill, scrittore britannico (n. 1970)
- 2023 - Bertrand Marchand, calciatore e allenatore di calcio francese (n. 1953)
- 2023 - Danilo Morini, politico e funzionario italiano (n. 1934)
- 2023 - Gleb Anatol'evič Panfilov, regista e sceneggiatore russo (n. 1934)
- 2024 - Sven-Göran Eriksson, allenatore di calcio e dirigente sportivo svedese (n. 1948)
- 2024 - Sid Eudy, wrestler statunitense (n. 1960)
- 2024 - Alexander Goehr, compositore britannico (n. 1932)
- 2024 - Nojim Maiyegun, pugile nigeriano (n. 1944)
- 2024 - Na Jeong-seon, cestista e allenatrice di pallacanestro sudcoreana (n. 1941)
- 2024 - Claudio Venanzetti, politico italiano (n. 1928)

## Senza anno specificato(1)
- Eleuterio di Auxerre, vescovo francese